# Elección al Senado de los Estados Unidos en Vermont de 2022
La elección al Senado de los Estados Unidos de 2022 en Vermont se llevó a cabo el 8 de noviembre de 2022 para elegir a un miembro del Senado de los Estados Unidos para representar al estado de Vermont. El actual senador demócrata, Patrick Leahy, anunció el 15 de noviembre de 2021 que no buscaría la reelección. Este se convertirá en el primer escaño abierto en el Senado de los Estados Unidos por Vermont desde 2006 y el primero en este escaño desde 1974, cuando Leahy fue elegido por primera vez.
Las elecciones primarias se realizaron el 9 de agosto de 2022, en las que, Peter Welch y Gerald Malloy, ganaron la nominación demócrata y republicana, respectivamente.

## Primaria demócrata

### Candidatos

#### Nominado
- Peter Welch, representante por el distrito congresional at-large de Vermont.[3][4]

#### Eliminados en primaria
- Isaac Evans-Frantz, activista.[5]
- Niki Thran, médica.[6]

#### Rechazado
- Becca Balint, presidenta pro tempore del Senado de Vermont.[7][8][9][10] (se postula a la Cámara).[11]
- Sarah Copeland-Hanzas, representante estatal.[7]
- T. J. Donovan, fiscal general de Vermont.[12][7]
- Molly Gray, vicegobernadora de Vermont.[7][10] (se postula a la Cámara).[13]
- Christine Hallquist, empresaria.[14]
- Jill Krowinski, presidenta de la Cámara de Representantes de Vermont.[7][15]
- Kesha Ram, senadora estatal.[10] (respalda a Welch; se postula a la Cámara).[16]
- Tanya Vyhovsky, representante estatal.[17][18]
- David Zuckerman, exvicegobernador de Vermont.[cita requerida]

### Resultados

Resultados por condado:

Resultados por condado:

|  | 87,0 % |

|  | 7,3 % |

|  | 5,1 % |

|  | 0,7 % |

## Primaria republicana

### Candidatos

#### Nominado
- Gerald Malloy, veterano del Ejército de los Estados Unidos.[19][20]

#### Eliminados en primaria
- Myers Mermel, banquero de bienes raíces.[21]
- Christina E. Nolan, exfiscal federal de los Estados Unidos para el distrito de Columbia.[22]

#### Rechazado
- Jim Douglas, exgobernador de Vermont.[cita requerida]
- Scott Milne, empresario.[23]
- Phil Scott (respalda a Nolan; busca la reelección).[24]
- Tom Sullivan.[25]

### Resultados
|  | 42,4 % |

|  | 37,7 % |

|  | 18,2 % |

|  | 1,6 % |

## Primaria progresista

### Candidatos

#### Nominada
- Martha Abbott, expresidenta del Partido Progresista de Vermont.[26]

#### Rechazado
- Tanya Vyhovsky, representante estatal.[17]

### Resultados
|  | 87,3 % |

|  | 12,7 % |

## Elección general

### Predicciones
| Fuente                    | Clasificación | Fecha                   | Ref    |
| ------------------------- | ------------- | ----------------------- | ------ |
| The Cook Political Report | Sólido        | 19 de noviembre de 2021 | [ 27 ] |
| Inside Elections          | Sólido        | 7 de enero de 2022      | [ 28 ] |
| Sabato's Crystal Ball     | Seguro        | 3 de noviembre de 2021  | [ 29 ] |
| Politico                  | Probable      | 1 de abril de 2022      | [ 30 ] |
| RCP                       | Seguro        | 10 de enero de 2022     | [ 31 ] |
| Fox News                  | Sólido        | 12 de mayo de 2022      | [ 32 ] |

### Encuestas

#### Welch contra Nolan
| Fuente                       | Realización            | Muestra  | Margen de error | Peter Welch (D) | Christina Nolan (R) | Otro | Indeciso |
| ---------------------------- | ---------------------- | -------- | --------------- | --------------- | ------------------- | ---- | -------- |
| Universidad de New Hampshire | 14-18 de abril de 2022 | 583 (LV) | +4.1%           | 62%             | 27%                 | 1%   | 10%      |

### Resultados
| Partido     | Partido                 | Candidato     | Votos | % |
| ----------- | ----------------------- | ------------- | ----- | - |
|             | Demócrata               | Peter Welch   |       |   |
|             | Republicano             | Gerald Malloy |       |   |
|             | Progresista             | Martha Abbott |       |   |
|             | Independiente Americano | Mark Coester  |       |   |
|             | Independiente           | Stephen Duke  |       |   |
|             | Independiente           | Dawn Ellis    |       |   |
|             | Independiente           | Cris Ericson  |       |   |
|             | Independiente           | Kerry Raheb   |       |   |
| Por escrito |                         |               |       |   |
| Total       |                         |               |       |   |